# Bukettanemon
Bukettanemon (Anemone coronaria) är en växt i familjen ranunkelväxter som ursprungligen kommer från Medelhavsområdet. Den odlas som utplanteringsväxt i Sverige, men betecknas inte som härdig. 
Blomman är blå, rödaktig eller vit.